# Rhathymus quadriplagiatus
Rhathymus quadriplagiatus là một loài Hymenoptera trong họ Apidae. Loài này được Smith mô tả khoa học năm 1860.